# Route nationale 2 (Tunisie)
Pour les articles homonymes, voir Route nationale 2.
La route nationale 2 ou RN2 est un axe routier de Tunisie qui relie la ville d'Enfida (au nord) à la ville de Skhira (au sud).
La RN2 était appelée GP2 avant le changement de la normalisation de la numérotation des routes en Tunisie en 2000.

## Villes traversées
- Enfida
- Kondar
- Kairouan
- Bou Hajla
- Echrarda
- Bir Ali Ben Khalifa
- Skhira